# هميشة بهار (شلال ودشتغل)
هميشة بهار (بالفارسية: همیشه بهار) هي منطقة سكنية تقع في إيران في قسم شلال ودشتغل الريفي. يقدر عدد سكانها بـ 54 نسمة .